# جامعة مانشستر متروبوليتان
جامعة مانشستر متروبوليتان (بالإنجليزية: Manchester Metropolitan University)‏ أو (MMU)، رابع أكبر جامعة في بريطانيا تأسست عام 1970. ووجدت أولى كلياتها منذ عام 1889، تعتبر مدرسة العلوم الصحية من أكثر الاقسام تطوراً في مجال ابحاث العلوم الطبية الحيوية وصنفت في المركز التاسع بين الجامعات البريطانية من حيث كمية هذا النوع من الابحاث وجودتها بفضل مركز الأبحاث الملحق بالكلية. تعتمد الجامعة كما بقية جامعات الغرب على المزج بين التفكير النقدي لحل المشكلات والتطبيقات العملية وتوفر دراسة أكثر من 1000 تخصص في مجالات مختلفة بالإضافة إلى تخصصات بحثية.
- الطلاب : 33.490
- الطلاب الجامعيون : 27.265
- الدراسات العليا : 6.020
- الطلبة الآخرين : 200

## عن الجامعة
تضم بين جنباتها نوادي الترفيه للطلاب في مباني متعددة منها All Saint و Didsbury و Crew و Alsager.
تمتد مباني الجامعة المتنوعة ما بين تصميم حديث وتصميم عتيق من الطوب الأحمر في سبعة مواقع مختلفة في قلب مانشستر وعلى شارعها الحيوي اكسفورد رود. يلتحق بالجامعة أكبر عدد من طلاب العلاج الطبيعي في المملكة المتحدة وأيرلندا الشمالية ككل كما أنه يلتحق بها ثاني أكبر عدد من طلاب إدارة الأعمال والنُظم.

## مراكز أبحاث الجامعة
- مركز Institute of Biomedical Research أبحاث العلوم الطبية الحيوية
- مركز Biophysical and Clinical Research into Human Movement ابحاث الفيزياء الحيوية والابحاث الاكلينيكية لحركة الإنسان.

## == مراجع
1. 1 2  "Table 0a - All students by institution, mode of study, level of study, gender and domicile 2006/07". وكالة إحصاءات التعليم العالي. مؤرشف من الأصل (Microsoft Excel spreadsheet) في 2016-08-20. اطلع عليه بتاريخ 2008-04-11.
2. ↑   https://orcid.org/members/001G000001I6nklIAB-manchester-metropolitan-university. {{استشهاد ويب}}: |url= بحاجة لعنوان (مساعدة) والوسيط |title= غير موجود أو فارغ (من ويكي بيانات) (مساعدة)
3. ↑   https://web.archive.org/web/20231020113811/https://orcid.org/members. اطلع عليه بتاريخ 2023-10-20. {{استشهاد ويب}}: |url= بحاجة لعنوان (مساعدة) والوسيط |title= غير موجود أو فارغ (من ويكي بيانات) (مساعدة)